# Seretse Khama
Seretse Khama, KBE (Serowe, 1 de julho de 1921 — Gaborone, 13 de julho de 1980), foi rei da Bechuanalândia e, posteriormente, o primeiro presidente do Botswana, cargo que ocupou desde a independência do país (conquistada por ele) em 1966 até sua morte.
Nascido na vila de Serowe, no então protetorado britânico da Bechuanalândia, em 1.° de julho de 1921, Khama era originário de uma das famílias reais mais poderosas do país. Depois de educar-se na vizinha África do Sul e no Reino Unido, retornou ao seu país natal para liderar o movimento pela independência da Bechuanalândia. Em 1962, fundou o Partido Democrático do Botswana e, em 1965, tornou-se primeiro-ministro. No ano seguinte, o Botswana conquistou a independência e Khama tornou-se presidente. Em 13 de julho de 1980, faleceu na capital Gaborone, vítima de um câncer pancreático. Durante sua presidência, o país experimentou um rápido desenvolvimento econômico e social.

## Primeiros anos e educação

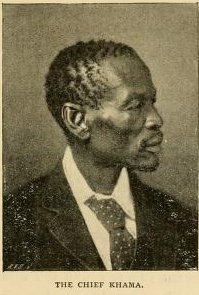
Khama III, avô paterno de Seretse Khama.

Seretse Khama nasceu no dia 1° de julho de 1921 na vila de Serowe, no então Protetorado britânico da Bechuanalândia. Filho de Sekgoma Khama e neto de Khama III, o kgosi ("chefe") dos bamanguatos, ele recebeu o nome de Sretse ("a argila que une") em referência à recente reconciliação entre seu pai e seu avô. A mãe de Seretse, Tebogo Kebailele, foi escolhida pelo kgosi Khama para ser a nova esposa do já idoso Sekgoma. Quando Sekgoma falece em 1925, Seretse, na época com apenas quatro anos de idade, é proclamado kgosi. Seu tio Tshekedi Khama torna-se regente e mais tarde seu único guardião.
Seretse estudou em internatos na União Sul-Africana. Em 1944 gradua-se bachelor of arts pela Universidade de Fort Hare. No ano seguinte, é enviado à Inglaterra para estudar direito. Após um ano no Balliol College (Oxford), ele matricula-se no Inner Temple em Londres, a fim de tornar-se barrister.

## Casamento e exílio
Em 1947, Seretse Khama conhece uma mulher inglesa de sua idade, chamada Ruth Williams e com a qual casa-se em setembro de 1948. Ruth Williams era filha de um oficial de reserva do exército britânico e, durante a Segunda Guerra Mundial, serviu no Women's Auxiliary Air Force como motorista de ambulâncias. Tshekedi Khama ordena que Seretse retorne à Bechuanalândia a fim de repreendê-lo e exigir o divórcio. Seretse volta imediatamente e é recebido por Tshekedi com as seguintes palavras: "Você, Seretse, voltou para cá arruinado pelos outros, não por mim".[nt 1] No entanto, após uma série de kgotlas ("reuniões públicas") realizadas em Serowe, Seretse volta a opinião pública contra Tshekedi, e em 21 de junho de 1949 é declarado kgosi, e sua nova esposa é calorosamente recebida. Tshekedi reconhece a derrota e em seguida parte para um auto-exílio.

Seretse Khama exilado na Grã‐Bretanha, com a sua esposa inglesa, Ruth Williams, e a sua filha, em março de 1952. (Foto: The Hulton‐Deutsch Collection, Londres).

O matrimônio entre um chefe tribal negro e uma mulher branca teve repercussão para além das fronteiras da Bechuanalândia, e em especial na União Sul-Africana, que, tendo instituído o apartheid, não desejava, em um território vizinho, um casamento inter-racial que pudesse repercutir no país. O Reino Unido necessitava do ouro e do urânio da África Austral e, diante da pressão sul-africana, Seretse Khama é obrigado a exilar‐se na Grã‐Bretanha em 1951 e tem que renunciar a qualquer direito na chefatura, para ele e para a sua descendência. O governo trabalhista de Clement Attlee nega estar se curvando diante do racismo, e um inquérito judicial é forjado com a alegação de que Khama seria incapaz de exercer suas funções (um segundo inquérito, que atesta a aptidão de Seretse, é mantido sob sigilo por mais de trinta anos). Em 1952, o novo governo conservador de Winston Churchill declara o exílio permanente.
O tratamento dado pelos governos britânicos ao casal Khama recebeu cobertura da imprensa mundial, e manifestações de indignação e solidariedade vieram de várias partes do mundo: da Escócia e da África Ocidental, passando por nacionalistas indianos, ativistas pelos direitos humanos, comunistas ingleses, e até mesmo de conservadores, apoiadores da herança aristocrática. Finalmente, em 1956, o novo ministro das Relações com a Comunidade de Nações adota uma nova postura de distanciamento do racismo institucionalizado da África do Sul, e decide permitir que Seretse e Ruth retornem à Bechuanalândia como cidadãos privados.
De volta à sua terra natal, apesar de ainda ter o respeito e o reconhecimento de seu povo, Khama é geralmente encarado como sendo um homem defasado e anacrônico. Ele não consegue ser bem sucedido em sua tentativa de tornar-se pecuarista, e sua saúde, que inspirava cuidados desde a infância, degradou-se até ser diagnosticado diabético em 1960. Surpreendentemente, Seretse Khama emerge em 1961 como um destacado político nacionalista.

## Independência e presidência
"Estamos praticamente sozinhos na África Austral em nossa crença de que uma sociedade não racial pode funcionar agora, e há aqueles entre nossos vizinhos que ficariam muito satisfeitos em ver nosso experimento falir".[nt 2]

— Seretse Khama, sobre a independência do Botswana.
Seretse Khama funda em 1962, junto com Quett Masire, o Partido Democrático da Bechuanalândia (após a independência, Partido Democrático do Botswana, BDP). Entre os principais temas da agenda promovida por Khama estavam a defesa de uma sociedade não racial, democrática e tradicional, onde os chefes e os tribunais tradicionais gozariam de um importante papel, e a necessidade de um governo responsável como primeiro passo para a independência do protetorado. Ao mesmo tempo, Seretse pressionava as autoridades britânicas no sentido de um processo de independência, que se apresentaria como desafiador. Em 1965, a capital da Bechuanalândia é transferida de Mafiking, na África do Sul, para a recém-fundada Gaborone.[nt 3] Neste mesmo ano, o liberal-democrático BDP conquista 28 das 31 cadeiras eletivas da Assembleia Nacional, derrotando os seus oponentes pan-africanistas e socialistas nas eleições que antecederam a independência. Em 30 de setembro de 1966, a Bechuanalândia conquista sua independência, e Seretse Khama torna-se o primeiro presidente da República do Botswana.